# Scorta reale a cavallo
La Scorta reale a cavallo (in francese: Escorte royale à cheval, in olandese: Koninklijk escorte te paard) è un'unità belga temporanea attivata ogni volta che deve accompagnare il Re alla Festa nazionale belga e durante gli eventi formali, visite di sovrani e presidenti stranieri e presentazioni di ambasciatori.

## Percorso storico
Da Leopoldo I, un'unità di cavalleria è responsabile della scorta del sovrano durante i viaggi ufficiali. Durante la meccanizzazione dell'Armata belga, questa missione fu affidata alla Gendarmeria. La Scorta reale a cavallo è stata creata il 6 agosto 1938.

## I cavalieri

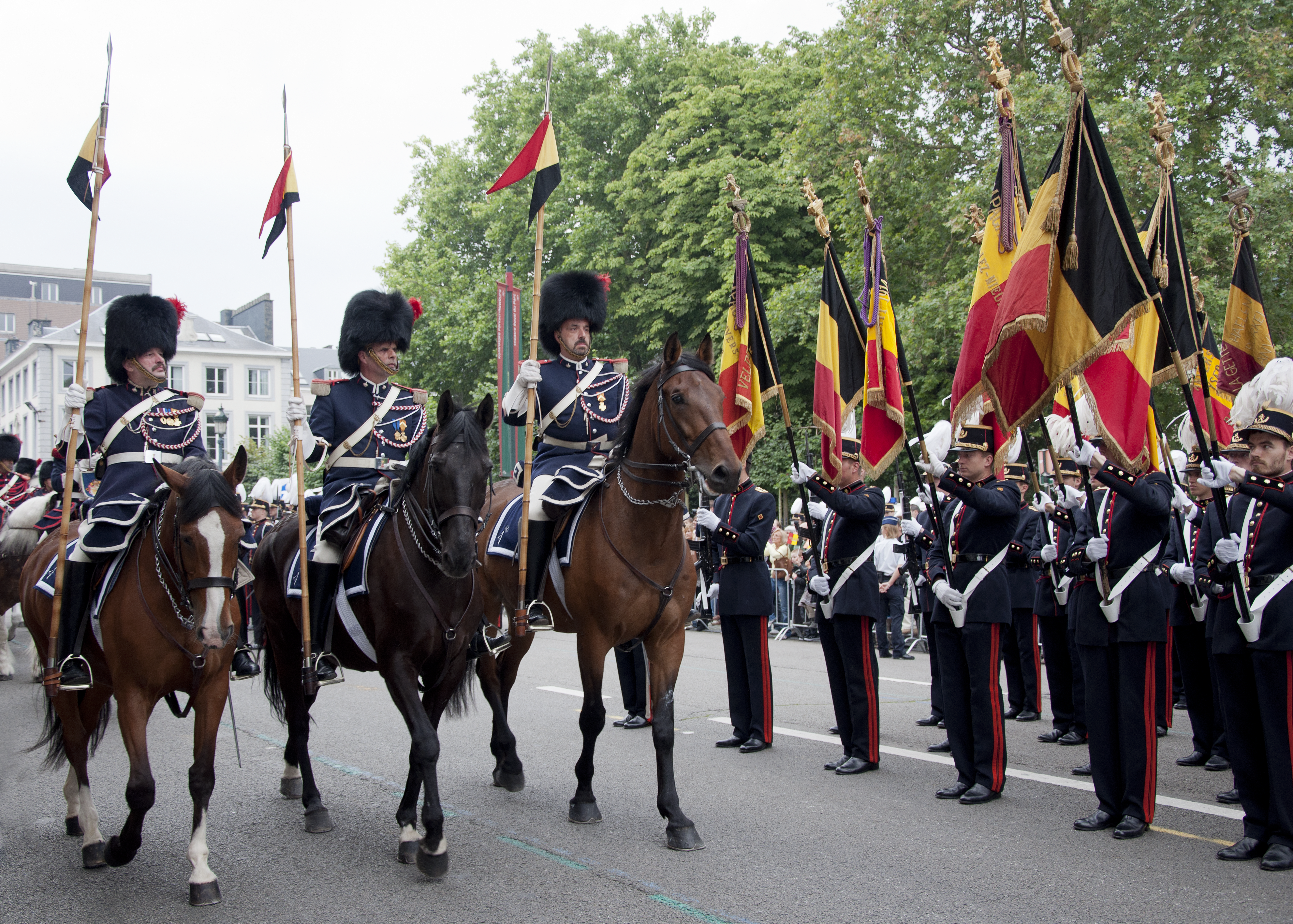
La Scorta reale a cavallo e gli ufficiali dell'Accademia militare reale

Dalla scomparsa della Gendarmeria dopo la fusione all'interno di una polizia civile e dell'organo di legge nel 1998, i 132 cavalieri provengono dal Servizio di Cavaleria della Polizia federale. Date le leggi antidiscriminazione, le sue posizioni sono state aperte al personale femminile e non esistono più criteri di dimensione. Questo a volte rappresenta un problema per l'armonia del tutto.
L'uniforme della parata è stata progettata nel 1937 dal pittore James Thiriar ispirato alla grande uniforme della gendarmeria prima del 1914. Ci sono alcune differenze tra ufficiali, cavalieri e trombettieri.
L'acconciatura è un berretto da orso con i capelli neri.
L'armamento include la spada dritta della grande cavalleria, per gli ufficiali e la lancia in aggiunta per i cavalieri. La lancia porta una fiamma stretta con due punti, prendendo i colori nazionali. I colori sono disposti in tre triangoli. Punta di colore giallo, con rosso sopra e nero sotto.

## I cavalli
I cavalli sono mezzo sangue belga. Si tratta di castone o mares di almeno 3 anni e tra gli 1.60 e gli 1.70 m di altezza al garrese.
Gli abiti sono armonizzati da plotone.

## Il dispositivo
Per la scorta del re, il dispositivo è sempre il seguente:
- freccia in avanti: 3 lancieri,[3]
- tromba-grande, cavallo grigio pezzato, seguito da timpanista, pinto cavallo,
- corpo delle trombe: 12 cavalli grigi pezzati in due ranghi,
- 1º squadrone (lancieri) con due plotoni (cavalli scuri e castagno bruciato),
- l'alfiere[4] e la sua guardia: 3 cavalieri,
- il comandante della Scorta (fino al re),[5] e la sua guardia : 3 cavaliers,
- le comandante della Scorta (fino al) il suo portabandiera e la sua staffetta,
- il 2º squadrone (lanciatori) con due plotoni (cavalli castagno dorato e baia chiara),
- freccia indietro: 3 lancieri.

## Le missioni

### Missioni protocolistiche
L'unità assicura l'accompagnamento del re e quello degli ambasciatori durante la consegna delle lettere credenziali al capo dello Stato (56 cavalieri).

### Missioni ordinarie
Come membri del Servizio di Cavalleria della Polizia Federale, il personale dell'unità può anche intervenire per le missioni convenzionali di legge, pertanto, insieme agli altri cavalieri, forniscono regolarmente il servizio di ordine. partite di calcio di concorsi nazionali e internazionali - o missioni di pattuglia e di sorveglianza urbane in tutto il paese (foreste, linee costiere, ad esempio). Questi agenti di polizia possono anche essere richiesti per missioni a piedi, come la custodia statica o il trasferimento di prigionieri.